# Uganda-Vertrag
Der Uganda-Vertrag war ein Abkommen zwischen dem deutschen Kolonialisten Carl Peters und dem König (Kabaka) Mwanga II. von Buganda. Der Vertrag wurde am 27. Februar 1890 unterzeichnet. Aus der Perspektive Peters’ sollte der Vertrag dabei helfen, Deutsch-Ostafrika auf Gebiete nördlich des Victoriasees auszudehnen. Aufgrund der deutsch-britischen Grenzabkommen im sogenannten Helgoland-Sansibar-Vertrag und des entstehenden britischen Protektorats Uganda erlangte der Vertrag jedoch keine Bedeutung.

## Vorgeschichte: Die deutsche Emin-Pascha-Expedition
Den Hintergrund zu der Expedition nach Uganda bildete die Suche nach dem verschollenen Reisenden Eduard Schnitzer (alias Emin Pascha). Schnitzer stand als Gouverneur der Provinz Äquatoria im Dienste Ägyptens und war durch den Mahdi-Aufstand zeitweise von der westlichen Welt abgeschnitten. Großbritannien entsandte zur Rettung Schnitzers eine Expedition unter dem Kommando des Afrikaforschers Henry Morton Stanley. Deutsche Kolonial-Enthusiasten wollten den Aktionen zum Auffinden ihres Landsmanns Schnitzer nicht nachstehen. Sie sammelten Spendengelder und warben für eine deutsche Emin-Pascha-Expedition. Die Expedition stand somit von Anfang an in Konkurrenz zu den Kolonialbestrebungen Großbritanniens, das Forschungs- und Rettungsreisen ebenfalls mit Expansionsabsichten zu verbinden pflegte.
Begünstigt wurde das deutsche Vorhaben durch britisch-französische Rivalitäten, die in Uganda stellvertretend über anglikanische bzw. katholische Missionstätigkeit ausgetragen wurden. Für die katholische Seite tat sich in Uganda – insbesondere in Buganda – die Ordensgemeinschaft der Weißen Väter (Pères Blancs) hervor. Da Frankreich allein sich hier gegen Großbritannien nicht zu behaupten vermochte, regte der Gründer der Weißen Väter, Charles Martial Lavigerie, im Juni 1886 ein deutsches Protektorat über Buganda an. Der (sich im Kulturkampf gegen die Katholiken befindliche) deutsche Reichskanzler Otto von Bismarck stand neuen Expansionen jedoch ablehnend gegenüber, wenn sie die britische Interessensphäre berührten. Dennoch durfte eine deutsche Expedition nach Uganda auf Sympathien unter den französischen Missionaren vor Ort hoffen.
Carl Peters zeigte großes Interesse an einer Expedition nach Wadelai, Schnitzers letztem bekannten Stützpunkt in Uganda. Peters sah in dem Unternehmen eine Gelegenheit, nicht nur Schnitzer zu schützen, sondern auch seine gerade in Ostafrika abgeschlossenen Kolonialerwerbungen in Äquatorialafrika fortzusetzen. Ursprünglich sollte Peters das Gros der Marschgruppe führen, während Hermann von Wissmann in einer Vorexpedition den eigentlichen Kontakt mit Schnitzer hergestellt hätte. Ein Aufstand an der ostafrikanischen Küste führte allerdings zu Wissmanns Verbleib im Küstengebiet Ostafrikas, so dass sich Bismarck für Peters als Gesamtleiter der Expedition nach Uganda entschied.

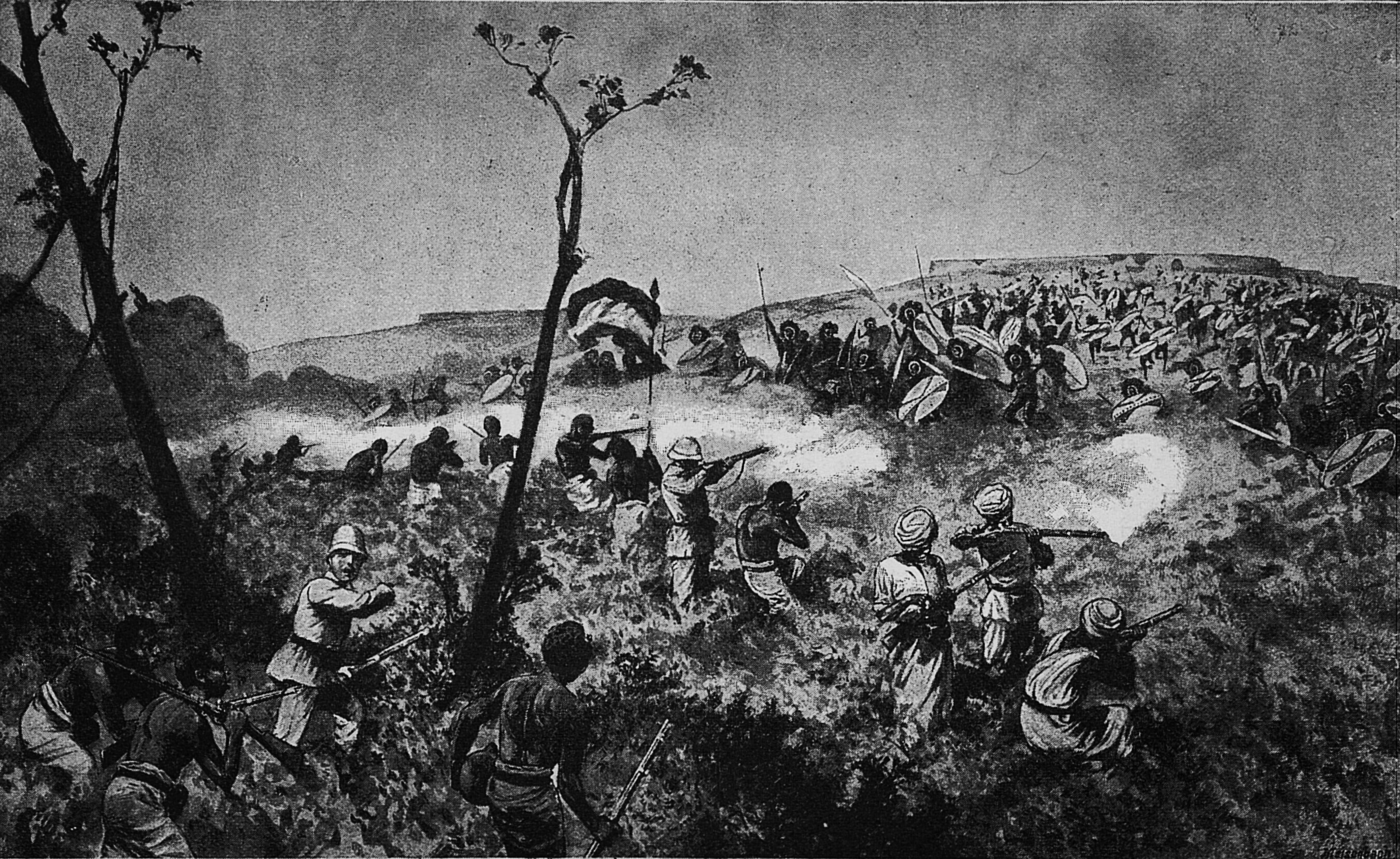
Peters und von Tiedemann im Kampf gegen die Massai (Abbildung von Rudolf Hellgrewe und Georg Meisenbach aus Carl Peters’ Die deutsche Emin-Pascha-Expedition)

Gemeinsam mit seinen Begleitern, Kapitänleutnant Rusk und Oskar Borchert, brach Peters am 9. Juni 1889 mit dem Schiff Neera von Daressalam zur Kwaihu-Bucht an der Küste Kenias auf. Dabei umfuhren sie eine britische Blockadeflotte an der ostafrikanischen Küste und erreichten eine Woche später die Kwaihu-Bucht, welche zum Einflussbereich des von Deutschland beanspruchten Sultanats Witu zählte. Von dort aus brachen Carl Peters und Adolf von Tiedemann ins Landesinnere auf. Begleitet wurden sie von 17 Somalis und 58 afrikanischen Trägern. Die Gruppe wanderte den Tana flussaufwärts und am Mount Kenya vorbei, wobei Peters bereits erste Abmachungen für beabsichtigte Landerwerbungen aushandelte. Auf der Reise kam es zu Kämpfen mit Kriegern aus dem Volk der Massai. Den Reiseberichten von Peters und von Tiedemann zufolge, wäre die Expedition kurz vor Weihnachten 1889 beinahe einer Übermacht der Massai zum Opfer gefallen. Eine totale Sonnenfinsternis habe die Afrikaner jedoch so verschreckt, dass ein Angriff unterblieben sei. 1890 gelangte die Gruppe an den Baringosee und im Februar 1890 an die Grenze zu Uganda.
In Uganda erreichte Peters die Nachricht, dass Schnitzer und Stanley bereits wohlbehalten in Ostafrika waren. Damit war das ursprünglich Anliegen der Expedition hinfällig und Peters konzentrierte sich ganz auf den Kolonialerwerb zur Vergrößerung des deutschen Schutzgebiets.

## Zusammentreffen mit Mwanga II.

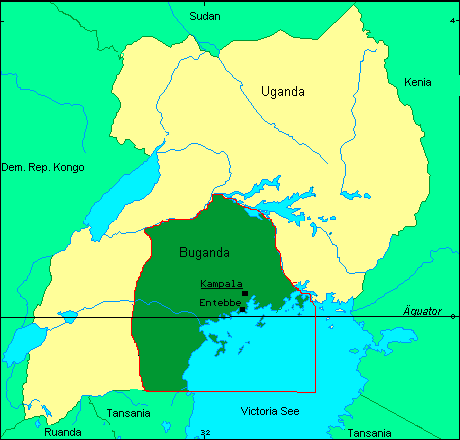
Heutiger Staat Uganda (gelb) mit dem Königreich Buganda (dunkelgrün)

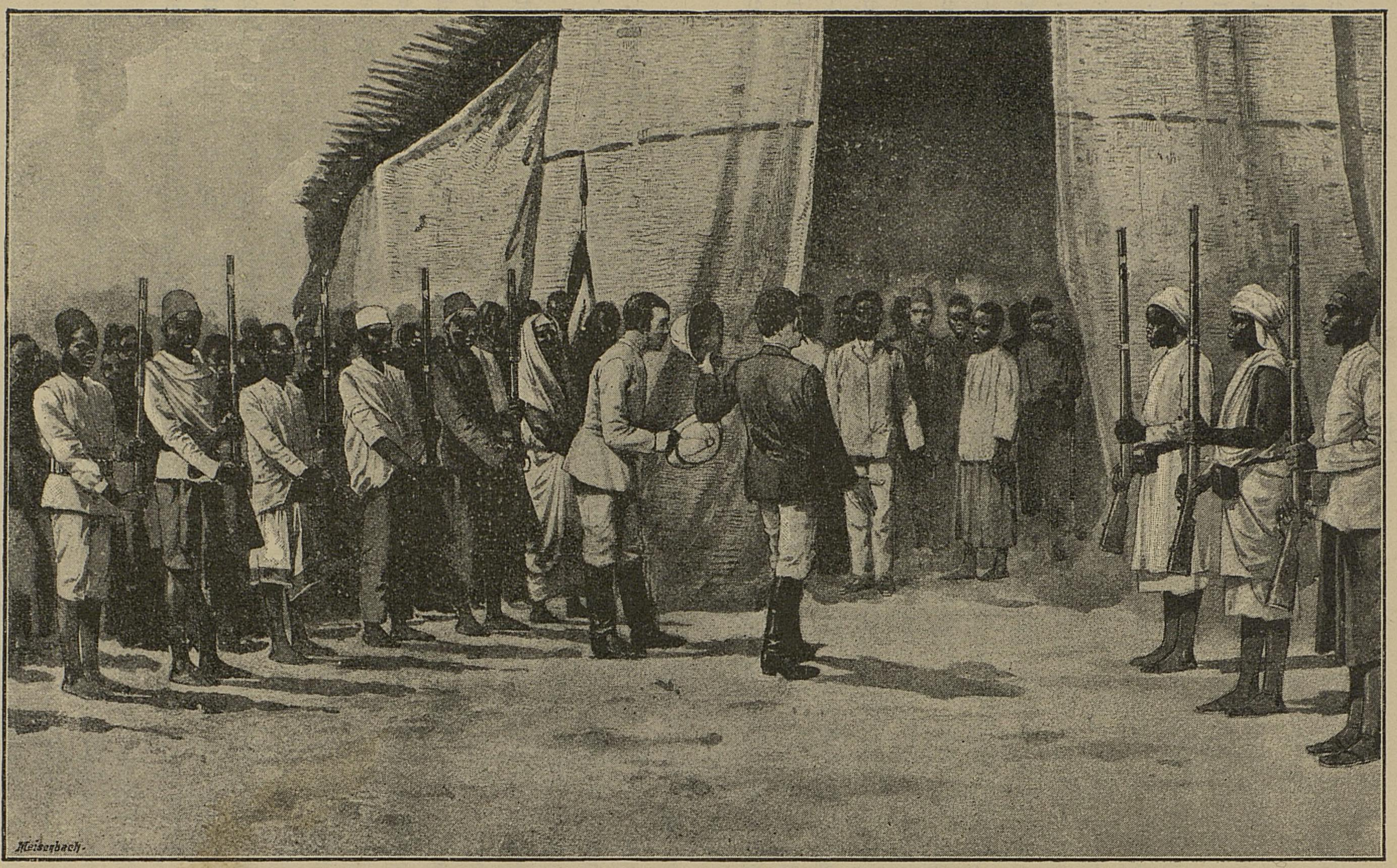
Peters und von Tiedemann werden von Mwanga II. empfangen (Abbildung von Rudolf Hellgrewe und Georg Meisenbach aus Carl Peters’ Die deutsche Emin-Pascha-Expedition)

Da der Norden des heutigen Ugandas, Wadelai und Bunyoro, weiterhin durch Truppen des Mahdis bedroht schien, wandte sich Peters nach Süden zum Königreich Buganda mit der Hauptstadt Mengo, dem heutigen Kampala.
Die Gruppe wanderte durch ein von Stammesfehden und Bürgerkrieg gezeichnetes Land. Bugandas Herrscher Mwanga war in Europa für seine Gewaltherrschaft berüchtigt. 1890 suchte er jedoch nach christlichen Verbündeten gegen seinen araberfreundlichen Bruder Karema, mit dem er um den Thron stritt. Am 26. Februar 1890 erreicht Peters’ Expedition Mengo, die Residenz Mwangas. Noch am selben Tag hatte Peters eine Audienz bei dem Kabaka, wie die Könige Bugandas genannt wurden. Mwanga hieß Peters willkommen und veranlasste ihn, in Mengo zu bleiben, bis eine deutsche Waffenlieferung einträfe, die Peters ihm in Aussicht stellte. In Mengo wurde Peters Zeuge eines Wiederaufbaus des Landes, was ihn zum Abschluss des geplanten Schutzvertrags ermutigte. Von Bugandas wirtschaftlicher und politischer Bedeutung als Drehscheibe zwischen Kongo, Sudan und Ostafrika überzeugt, war Peters nun fest entschlossen, den Grundstein einer kolonialen Neuerwerbung zu legen.
Zwar beobachteten zwei englische Missionare als Vertreter Großbritanniens Peters’ Anwesenheit mit Missgunst, doch durch die Hilfe eines französischen Geistlichen, Pater Lourel, gelang es Peters, Mwangas Vertrauen zu gewinnen und ihn zu einem Handels- und Freundschaftsvertrag mit dem Deutschen Reich zu bewegen.

## Vertragsunterzeichnung und -inhalt
Anders als Peters gehofft hatte, war Mwanga jedoch nicht zur Aufgabe seiner Souveränität bereit, sondern betrachtete die Deutschen lediglich als Gehilfen für seinen Machterhalt, denen er dafür gewisse Sonderrechte einzuräumen bereit war. Er sicherte den Europäern die Erlaubnis zu, in seinem Einflussbereich Handel zu treiben und Häuser zu bauen. Elfenbein wollte er zukünftig nur noch an deutsche Gesellschaften verkaufen – wenn diese ihm im Gegenzug Waffen lieferten.
Am 27. Februar 1890 wurde schließlich der Uganda-Vertrag unterzeichnet, der das Land auf Grundlage der Kongoakte von 1885 dem europäischen Handel öffnete und ein Freundschaftsabkommen mit dem Deutschen Reich enthielt. Infolge dieses Vertrages erließ Mwanga am 16. März 1890 auch ein Dekret, in dem er gemäß der Kongoakte die Ausfuhr von Sklaven verbot.
Peters betrachtete dies lediglich als Präliminar-Vertrag, dem der eigentliche verbriefte „Schutzvertrag“, einschließlich der Souveränitätsabtretung an Deutschland, folgen sollte.

Die Vertragspartner
Carl Peters (1856–1918)
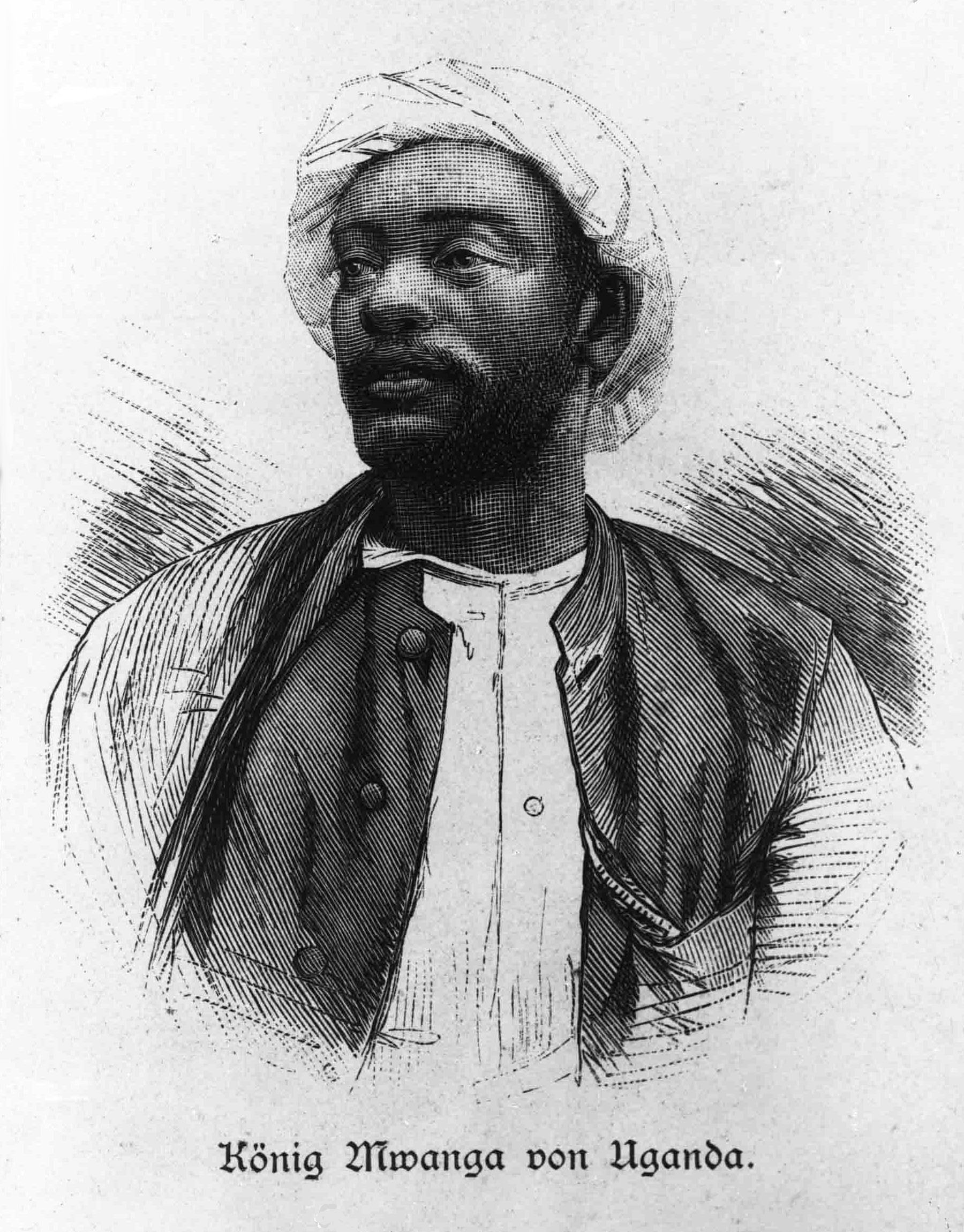
Mwanga II. (1868–1903)

## Folgen
Am 25. März 1890 traten Peters und seine Begleiter über Usambara die Rückreise an die Küste Ostafrikas an. Zurückgekehrt nach Deutschland wollte Peters seine vermeintlichen Neuerwerbungen, einschließlich des Gebiets in Uganda, schnellstmöglich unter Reichsschutz stellen lassen. Dazu kam es jedoch nie.
Bereits am 19. August 1889 hatte Otto von Bismarck Großbritannien insgeheim wissen lassen, dass Deutschland kein Interesse an ostafrikanischen Schutzgebieten nördlich des ersten Grades südlicher Breite hege. Im sogenannten Helgoland-Sansibar-Vertrag vom 1. Juli 1890 beschränkte Deutschland daher seine Interessensphäre in Ostafrika gegenüber Großbritanniens auf die Grenzen des entstehenden Deutsch-Ostafrika, die Uganda mit dem Königreich Buganda eindeutig ausschlossen. Damit zog Deutschland alle etwaigen Ansprüche auf Witu, Gebiete nördlich des Tanaflusses, am Baringosee, auf die Somaliküste sowie auf Uganda/Buganda zurück. Uganda wurde stattdessen 1893 zu einem britischen Protektorat.
Der erste Vorstoß zur Schaffung eines zusammenhängenden Kolonialgebietes Deutsch-Mittelafrika war damit gescheitert.